# André Touret
Pour les articles homonymes, voir Touret.

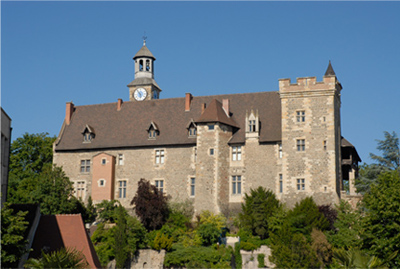
Le château de Montluçon ayant servi de couverture à l'ouvrage Montluçon après la tourmente : 1944 - 1977.

André Touret, né à Montluçon le 1er avril 1929 et mort dans la même ville le 10 mars 2018, est un historien français spécialisé dans l'histoire contemporaine de Montluçon et du département de l'Allier.

## Biographie
Avant d'être professeur d'histoire et géographie successivement à Bourges, Châteauroux, puis Moulins, André Émile François Touret a fait ses études supérieures à Clermont-Ferrand, où il obtient un diplôme d’études supérieures de géographie. Il enseigne à l'École normale d'instituteurs de l'Allier et au lycée Banville de Moulins.Parallèlement à sa carrière d'enseignant, il consacre une partie de son temps à des travaux de recherche. En 1974, il devient docteur en histoire pour sa thèse de 3e cycle sur les campagnes bourbonnaises de la Troisième République, ce qui lui vaudra le prix Émile-Guillaumin 1974. L'historien est également connu pour son livre sur Marx Dormoy, paru aux éditions Créer en 1998, et le décrit comme un « maire exemplaire d'une ville industrielle, pratiquant d'une politique sanitaire d'avant-garde, opposant aux régimes totalitaires ».   
À côté de ses ouvrages et articles, il a collaboré à des ouvrages collectifs comme le Dictionnaire des communes de l'Allier, publié sous la direction d'André Leguai et la Nouvelle histoire du Bourbonnais (Roanne, Horvath, 1985), également sous la direction d'André Leguai. En 1973, il devient vice-président de la Société bourbonnaise des études locales. Officier dans l'ordre des Palmes académiques, il est également pendant quelques années correspondant du Comité d'histoire de la Seconde Guerre mondiale.
Par ailleurs, André Touret est régulièrement sollicité par la presse locale lors des événements commémoratifs ou bien pour des travaux de chercheurs, comme ce fut le cas avec Anne Nivat.  Elle le cite dans son ouvrage paru en 2017 aux éditions Fayard, Dans quelle France on vit, dans le chapitre dédié à la ville de Montluçon. 
André Touret s'est éteint le 10 mars 2018 à l'âge de 88 ans.

## Publications
- Jacques Lelong, André Touret, Textes d'histoire bourbonnaise. XIXe et XXe siècles, Moulins, Société bourbonnaise des études locales, 1977 (BNF 34586438).
- Marx Dormoy, biographie[6], Nonette, Créer, 1998 (en ligne) ;
- Les campagnes bourbonnaises il y a cent ans : 1870-1914[7], Nonette, Créer, 1999 ;
- Montluçon 1940-1944 : la mémoire retrouvée[8], Nonette, Créer, 1999  (ISBN 2-909797-71-6) (en ligne) ;
- Montluçon après la tourmente (1944-1977), Nonette, Créer, 2003  (ISBN 2-84819-008-6) ;
- Destins d'Allier. 1945-2000. Population et économie. Les grands événements et l'évolution de l'opinion. Portraits[9], Nonette, Créer, 2005.

## Distinctions
- Officier de l'ordre des Palmes académiques